# Le Colocataire (film)
Pour plus de détails, voir Fiche technique et Distribution.
Le Colocataire (Un rubio, littéralement « Un blond ») est un film dramatique romantique argentin écrit, coproduit, réalisé et monté par Marco Berger, sorti en 2019.

## Synopsis
Juan (Alfonso Barón) travaille dans une menuiserie et habite un appartement dans une banlieue de Buenos Aires. Il mène une vie de célibataire aux nombreuses conquêtes féminines. Lorsque son frère et colocataire s'en va, Juan propose la chambre libre à un collègue de travail, Gabriel (Gastón Re). Celui-ci est un jeune veuf taciturne ; c'est la mère de Gabriel (Antonia de Micheli) qui élève en province la fillette qu'il a eue de son mariage. Gabriel est blond autant que Juan est brun. Rapidement, une attirance physique naît entre les deux hommes faite d'abord de regards et de silences. Leur relation devient intense, alors que Juan continue de nouer des aventures avec les femmes. Mais ses sentiments pour Gabriel vont le mener à un conflit d'identité.

## Fiche technique
- Titre original : Un rubio
- Titre français : Le Colocataire
- Réalisation et scénario : Marco Berger
- Musique : Pedro Irusta
- Direction artistique : Natalia Krieger
- Photographie : Nahuel Berger
- Montage : Marco Berger
- Production : Marco Berger, Lucas Papa et Gaston Re
- Société de production : Universidad del Cine
- Sociétés de distribution : A TLA Releasing (Argentine) ; Optimale (France)
- Pays d'origine :  Argentine
- Langue originale : espagnol
- Format : couleur
- Durée : 111 minutes
- Dates de sortie : 
  - Australie : 26 février 2019 (Festival du film de Mardi Gras)
  - Argentine : 6 juin 2019
  - France : 1er juillet 2020

## Distribution
- Gastón Re : Gabriel
- Alfonso Barón : Juan
- Ailín Salas : Julia, amie de Gabriel
- Malena Irusta : Ornella, la fille de Gabriel
- Eduardo Mendábal : Ernesto
- Uriel Ledezma : Cuyo
- Justo Calabria : Brian
- Antonia de Micheli : la mère de Gabriel
- Melissa Falter : Natalia
- Franco Heiler : Mono
- Metturo : Arturo
- Charly Velasco : Leandro

## Accueil

### Festivals et sorties
Le film est sélectionné et projeté le 26 février 2019 au festival du film de Mardi Gras à Sydney en Australie. Il sort en Argentine, le 6 juin 2019.
En France, il est présenté le 22 novembre 2019 au Chéries-Chéris, festival du film lesbien, gay, bi, trans, queer et ++++ de Paris et 1er juillet 2020 dans les salles.

### Critiques
Rich Cline de Gay Essential écrit que le film est peut-être le meilleur film de Marco Berger. Il fait les louanges du travail derrière la caméra de Nahuel Berger, directeur de la photographie, et du jeu des deux principaux acteurs : Gastón Re (Gabriel) et Alfonso Barón (Juan), rendant chaque instant du film en pure prise avec la réalité. La critique Paula Vázquez Prieto de La Nación écrit : « Un blond explore le contexte dans lequel tout désir fait son chemin, les obstacles qu'il évite, les interdits qui l'anéantissent. Le chemin de Gabriel, le blond de cette histoire, est aussi celui du film lui-même, qui s'aventure stoïquement dans un monde plein de regards. ».
Dennis Harvey de Variety qualifie ce long métrage de drame pudique et touchant.

### Documentation
- Franck Wag, « Le Colocataire ( Un Rubio), un film de Marco Berger [interview] », Wag,‎ 12 mai 2020 (lire en ligne).
- Jonathan Trullard, « Le Colocataire du cinéaste argentin Marco Berger : un amour gay impossible dans le Buenos-Aires ouvrier », sur France Info, 30 juin 2020.